# 滋賀県幼稚園一覧
滋賀県幼稚園一覧（しがけんようちえんいちらん）は、滋賀県の幼稚園の一覧。

## 国立幼稚園
- 滋賀大学教育学部附属幼稚園

## 公立幼稚園

### 大津市
- 大津市立青山幼稚園
- 大津市立伊香立幼稚園
- 大津市立石山幼稚園
- 大津市立仰木幼稚園
- 大津市立仰木の里幼稚園
- 大津市立仰木の里東幼稚園
- 大津市立大石幼稚園
- 大津市立逢坂幼稚園
- 大津市立雄琴幼稚園
- 大津市立大津幼稚園
- 大津市立堅田幼稚園
- 大津市立上田上幼稚園
- 大津市立唐崎幼稚園
- 大津市立志賀北幼稚園
- 大津市立志賀南幼稚園
- 大津市立坂本幼稚園
- 大津市立志賀幼稚園
- 大津市立下阪本幼稚園
- 大津市立晴嵐幼稚園
- 大津市立膳所幼稚園
- 大津市立瀬田幼稚園
- 大津市立瀬田北幼稚園
- 大津市立瀬田東幼稚園
- 大津市立瀬田南幼稚園
- 大津市立田上幼稚園
- 大津市立長等幼稚園
- 大津市立南郷幼稚園
- 大津市立比叡平幼稚園
- 大津市立日吉台幼稚園
- 大津市立平野幼稚園
- 大津市立富士見幼稚園
- 大津市立真野幼稚園
- 大津市立真野北幼稚園

### 彦根市
- 彦根市立城北幼稚園
- 彦根市立佐和山幼稚園
- 彦根市立旭森幼稚園
- 彦根市立城陽幼稚園
- 彦根市立金城幼稚園
- 彦根市立彦根幼稚園
- 彦根市立高宮幼稚園
- 彦根市立平田幼稚園
- 彦根市立稲枝東幼稚園

### 長浜市
- 長浜市立神照幼稚園
- 長浜市立北郷里幼稚園（令和7年4月1日から休園）
- 長浜市立長浜幼稚園
- 長浜市立長浜北幼稚園
- 長浜市立長浜西幼稚園
- 長浜市立南郷里幼稚園
- 長浜市立びわ幼稚園
- 長浜市立六荘幼稚園
- 長浜市立長浜南幼稚園
- 長浜市立あざい幼稚園
- 長浜市立わかば幼稚園
- 長浜市立とらひめ幼稚園
- 長浜市立湖北幼稚園
- 長浜市立高月幼稚園
- 長浜市立木之本幼稚園
- 長浜市立よご幼児園
- 長浜市立西浅井町幼稚園

### 近江八幡市
- 近江八幡市立安土幼稚園
- 近江八幡市立岡山幼稚園
- 近江八幡市立金田幼稚園
- 近江八幡市立北里幼稚園
- 近江八幡市立桐原幼稚園
- 近江八幡市立老蘇幼稚園
- 近江八幡市立八幡幼稚園
- 近江八幡市立馬淵幼稚園
- 近江八幡市立武佐幼稚園

### 草津市
- 草津市立常盤幼稚園
- 草津市立笠縫幼稚園
- 草津市立志津幼稚園
- 草津市立中央幼稚園
- 草津市立大路幼稚園
- 草津市立笠縫東幼稚園
- 草津市立山田幼稚園
- 草津市立玉川幼稚園
- 草津市立老上幼稚園
- 草津市立矢倉幼稚園

### 守山市
- 守山市立小津幼稚園
- 守山市立河西幼稚園
- 守山市立立入が丘幼稚園
- 守山市立玉津幼稚園
- 守山市立中洲幼稚園
- 守山市立速野幼稚園
- 守山市立物部幼稚園
- 守山市立守山幼稚園
- 守山市立吉身幼稚園

### 栗東市
- 栗東市立金勝幼稚園（金勝第一幼児園）
- 栗東市立大宝幼稚園
- 栗東市立大宝幼稚園分園
- 栗東市立大宝西幼稚園
- 栗東市立葉山幼稚園（幼児園）
- 栗東市立葉山東幼稚園（幼児園）
- 栗東市立治田幼稚園
- 栗東市立治田西幼稚園（幼児園）
- 栗東市立治田東幼稚園（幼児園）

### 甲賀市
- 甲賀市立伴谷幼稚園
- 甲賀市立土山幼稚園
- 甲賀市立油日幼稚園
- 甲賀市立大原幼稚園
- 甲賀市立信楽幼稚園

### 野洲市
- 野洲市立篠原幼稚園
- 野洲市立祇王幼稚園
- 野洲市立さくらばさま幼稚園
- 野洲市立北野幼稚園
- 野洲市立野洲幼稚園
- 野洲市立ゆきはた幼稚園
- 野洲市立三上幼稚園
- 野洲市立中主幼稚園

### 湖南市
- 湖南市立石部幼稚園
- 湖南市立石部南幼稚園

### 高島市
- 高島市立なのはな幼稚園
- 高島市立大師山さくら幼稚園

### 東近江市
- 東近江市立八日市幼稚園
- 東近江市立八日市野幼稚園
- 東近江市立玉緒幼稚園
- 東近江市立建部幼稚園
- 東近江市立中野幼稚園
- 東近江市立市辺幼稚園
- 東近江市立市原幼稚園
- 東近江市立平田幼稚園
- 東近江市立沖野幼稚園
- 東近江市立長峰幼稚園
- 東近江市立永源寺幼稚園
- 東近江市立五個荘東幼稚園
- 東近江市立五個荘南幼稚園
- 東近江市立五個荘北幼稚園
- 東近江市立能登川第一幼稚園
- 東近江市立能登川第二幼稚園
- 東近江市立愛東あいあい幼稚園
- 東近江市立湖東幼稚園
- 東近江市立蒲生幼稚園

### 米原市
- 米原市立米原幼稚園
- 米原市立醒井幼稚園
- 米原市立山東東幼稚園
- 米原市立いぶき幼稚園
- 米原市立ふたば幼稚園

### 蒲生郡
- 日野町立必佐幼稚園
- 日野町立日野幼稚園
- 日野町立南比都佐幼稚園
- 日野町立桜谷幼稚園
- 日野町立桜谷幼稚園西分園
- 日野町立西大路幼稚園
- 竜王町立竜王幼稚園
- 竜王町立竜王西幼稚園

### 愛知郡
- 愛荘町立秦荘幼稚園
- 愛荘町立愛知川幼稚園

### 犬上郡
- 豊郷町立豊郷幼稚園
- 甲良町立甲良東幼稚園
- 甲良町立甲良西幼稚園
- 多賀町立多賀幼稚園
- 多賀町立大滝幼稚園

## 私立幼稚園

### 大津市
- 滋賀短期大学附属幼稚園
- 聖愛幼稚園
- 愛光幼稚園
- 比叡山幼稚園
- 清和幼稚園

### 彦根市
- みどり幼稚園

### 草津市
- 光泉カトリック幼稚園
- 信愛幼稚園
- 草津幼稚園
- 若竹幼稚園

### 甲賀市
- 甲南幼稚園

### 湖南市
- 三雲幼稚園
- 京進のようちえんHOPPA石部南

### 高島市
- 今津幼稚園